# Janusz Lewandowski (diplomate)
Ne doit pas être confondu avec Janusz Lewandowski.
Janusz Lewandowski (10 mars 1931 - 13 août 2013) était un diplomate polonais, connu pour avoir organisé l'opération Marigold (en), une tentative secrète ratée visant à parvenir à une solution de compromis pour mettre fin à la guerre du Vietnam,.
En 1955, il est diplômé de l'université nationale Taras Shevchenko de Kiev, alors en RSS d'Ukraine, et a ensuite occupé divers postes au ministère polonais des Affaires étrangères.
Au moment où il a commencé à organiser les négociations sur le Vietnam, il était officiellement représentant à la Commission internationale de contrôle (en) créée pour surveiller le cessez-le-feu dans un Vietnam divisé.
Plus tard, il a été ambassadeur dans plusieurs pays et a pris sa retraite en 1991.
Lewandowski est décédé d'un cancer en 2013 et a été enterré au cimetière militaire de Powązki.

## Récompenses
- Ordre de Polonia Restituta, croix de chevalier, Pologne
- Ordre de Polonia Restituta, croix d'officier, Pologne
- Ordre du Prince Henri, Portugal
- Ordre de Sukhbaatar, République populaire mongole